# Ranunculus macrorrhynchus
Ranunculus macrorrhynchus är en ranunkelväxtart. Ranunculus macrorrhynchus ingår i släktet ranunkler, och familjen ranunkelväxter.

## Underarter
Arten delas in i följande underarter:
- R. m. macrorrhynchus
- R. m. trigonocarpus